# Université de technologie Chalmers
Pour les articles homonymes, voir CTH.
L'université de technologie Chalmers (en suédois : Chalmers tekniska högskola), communément appelée Chalmers, est une université de recherche privée située à Göteborg, en Suède. Fondée en 1829 et dotée du statut d'université depuis 1937, elle est organisée depuis 1994 sous la forme d'une société privée détenue à 100 % par la fondation Chalmers University of Technology.
Chalmers se concentre sur l'ingénierie et les sciences, mais plus largement, elle mène également de la recherche et propose des formations dans les domaines du transport maritime, de l'architecture et du management. L'université compte environ 3 100 employés et 10 000 étudiants. Elle est régulièrement classée parmi les 100 meilleures universités au monde en matière d'ingénierie et de technologie.

## Présentation

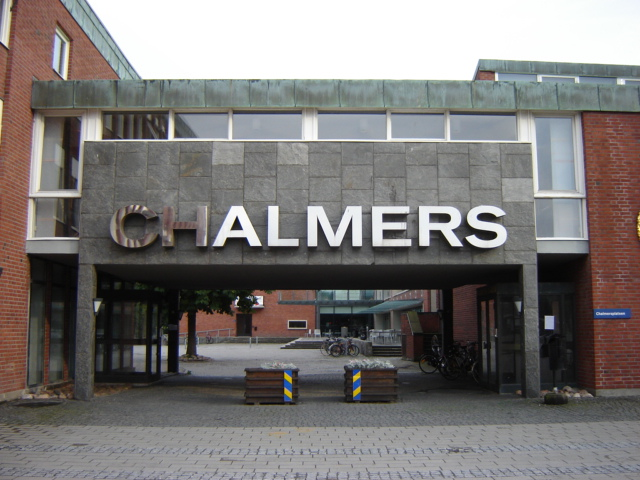
Entrée principale de l'université de technologie de Chalmers

Chalmers est fondée en 1829 à la suite d'une donation de William Chalmers, directeur de la Compagnie suédoise des Indes orientales. Il a fait don d'une partie de sa fortune pour la création d'une « école industrielle ». L'université a été gérée comme une institution privée jusqu'en 1937, date à laquelle elle est devenue la deuxième université technique publique. En 1994, le gouvernement suédois a réorganisé Chalmers en une société privée (aktiebolag (en)) détenue par une fondation contrôlée par le gouvernement. Chalmers est l'une des trois seules universités suédoises à porter le nom d'une personne, les deux autres étant l'Institut Karolinska et l'Université Linné.
Chalmers fait partie du triptyque des universités de technologies majeures « CTH-LTH-KTH », abréviation des universités de technologies de Göteborg, Lund et Stockholm, et qui forme une importante partie des ingénieurs suédois. En 2004-2005, elle accueille 10 600 étudiants dont 1 000 doctorants. Environ 1 600 professeurs ou chercheurs y travaillent. Elle forme à peu près 40 % des ingénieurs suédois.
L'école dispose d'un observatoire spécialisé en radioastronomie millimétrique. Cet observatoire se trouve sur la presqu'île d'Onsala, à quelques dizaines de kilomètres au sud de Göteborg.

## Départements
Le 1er janvier 2016, les anciennes "écoles" ont été remplacées par de nouveaux départements :
1. Applied Information Technology
2. Applied Mechanics
3. Applied Physics
4. Architecture
5. Chemical and Biological Engineering
6. Civil and Environmental Engineering
7. Computer Science and Engineering
8. Energy and Environment
9. Fundamental Physics
10. Materials and Manufacturing Technology
11. Mathematical Sciences
12. Microtechnology and Nanoscience
13. Product and Production Development
14. Radio and Space Science
15. Shipping and Marine Technology
16. Signals and Systems
17. Technology Management and Economics

Le 1er janvier 2016, les anciens départements de Physique appliquée (Applied Physics) et fondamentale (Fundamental Physics) ont été réunies pour créer le Département de Physique.
En plus de ces départements, Chalmers possède des centres de compétences nationaux dans six domaines dont la modélisation mathématique, la Science de l'environnement et la sécurité des véhicules (SAFER).

## Personnalités liées
- Shingo Ohgami
- PewDiePie (Felix Arvid Ulf Kjellberg), YouTuber
- Sigvard Strandh
- Eva Olsson